# Parabomis
Parabomis Kulczyński, 1901 è un genere di ragni appartenente alla famiglia Thomisidae.

## Distribuzione
Le tre specie note di questo genere sono state rinvenute in Africa orientale e Namibia

## Tassonomia
Non sono stati esaminati esemplari di questo genere dal 1942.
A dicembre 2014, si compone di tre specie:
- Parabomis anabensis Lawrence, 1928 — Namibia
- Parabomis levanderi Kulczyński, 1901[2] — Etiopia
- Parabomis martini Lessert, 1919 — Africa orientale